# Boechera lignifera
Boechera lignifera är en korsblommig växtart som först beskrevs av Aven Nelson, och fick sitt nu gällande namn av William Alfred Weber. Boechera lignifera ingår i släktet indiantravar, och familjen korsblommiga växter. Inga underarter finns listade i Catalogue of Life.

## Bildgalleri

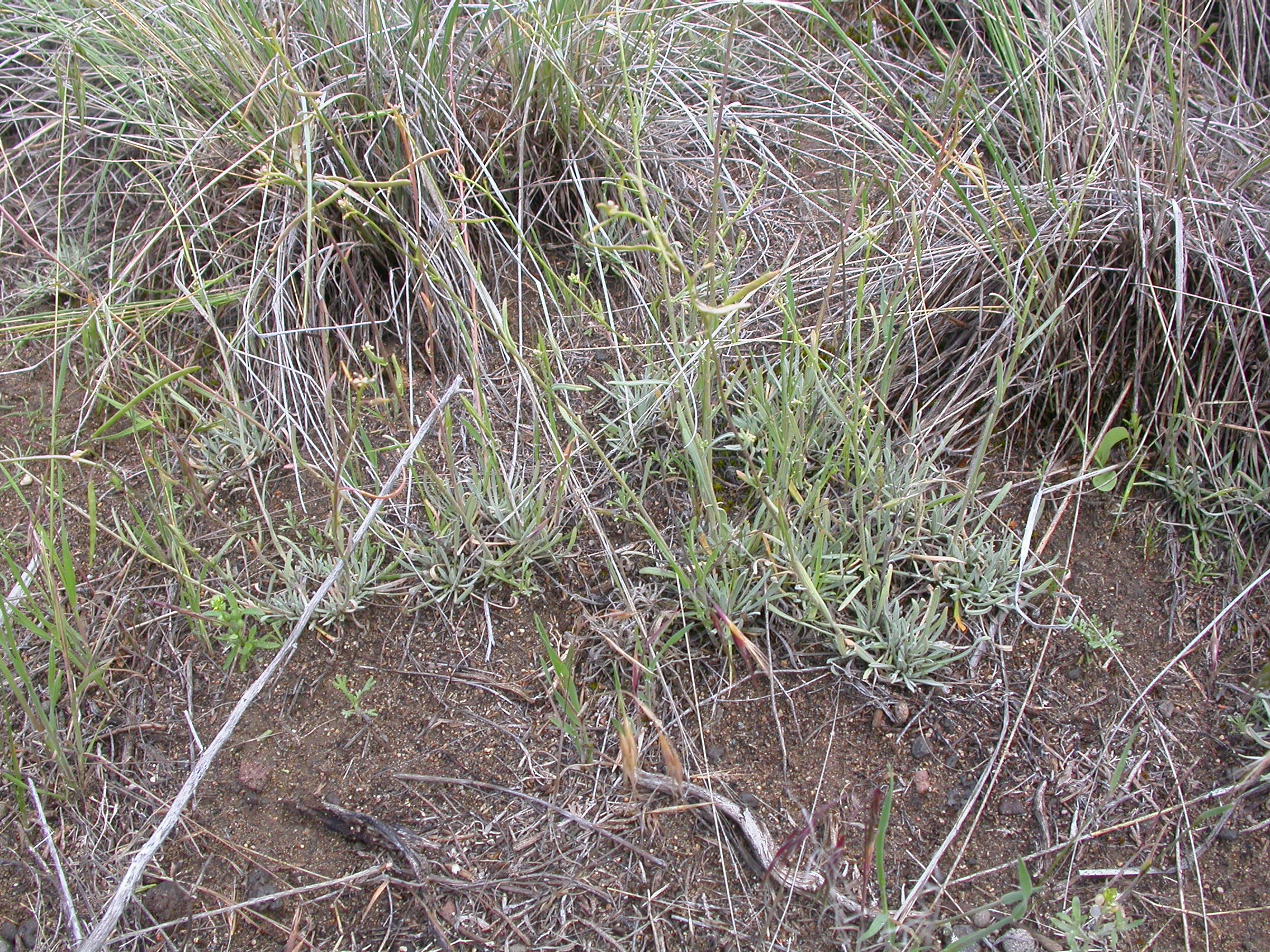
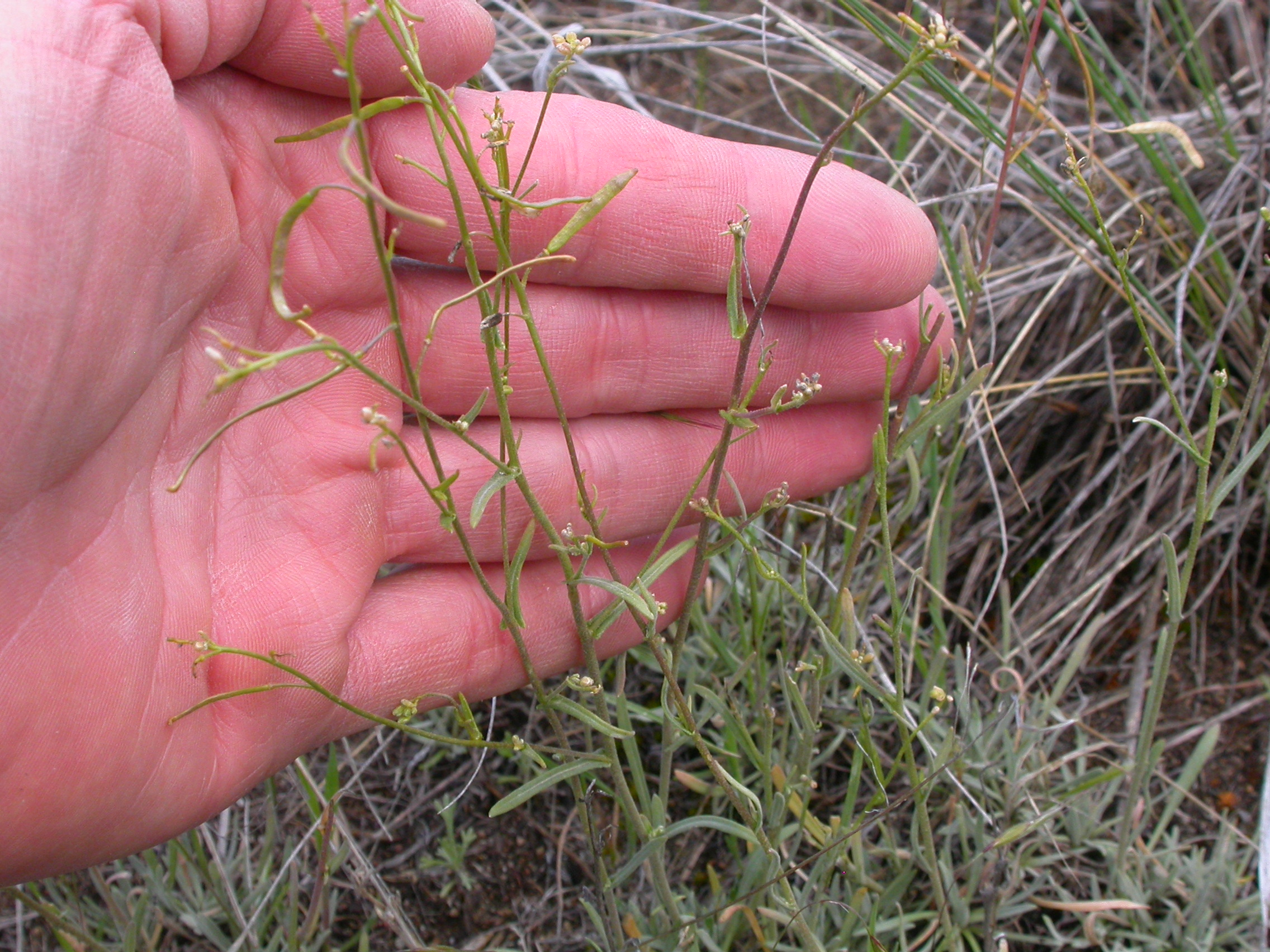
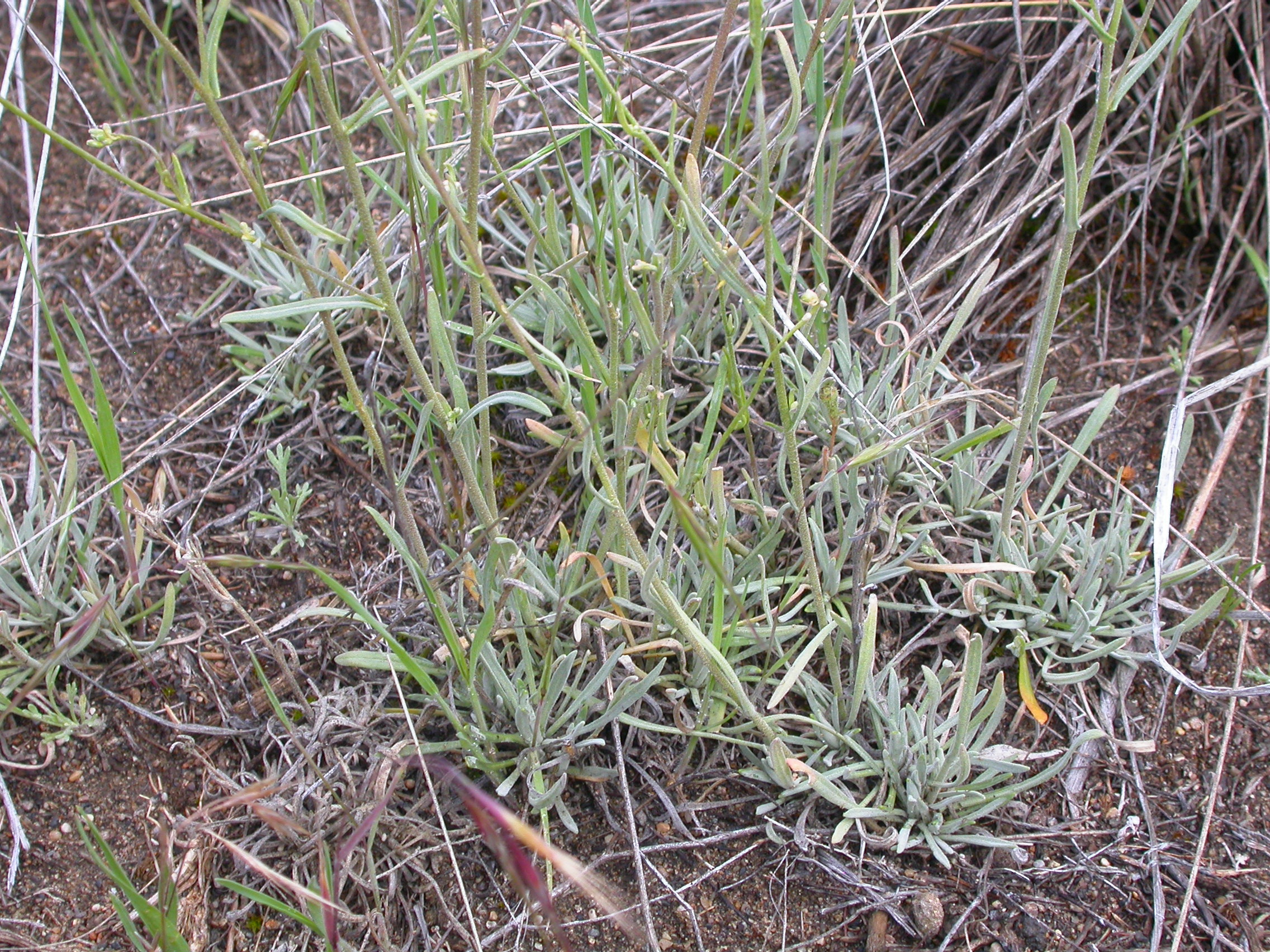